# Maripasoula
Maripasoula is een gemeente in Frans-Guyana. De gemeente telde 8.423 inwoners op 1 januari 2022. De oppervlakte bedraagt 18.360 km². Het is hiermee de grootste gemeente van Frans-Guyana en van Frankrijk.
De naamgevende hoofdplaats van de gemeente bevindt zich aan de Lawa, een bovenloop van de Marowijne die in het Frans Maroni wordt genoemd en de grens met Suriname vormt. Het dorp is genoemd naar de Maripa-soela, een cataract (stroomversnelling) die traditioneel de grens vormde tussen de Aluku-Nengre en de Wayana-Ingre. De gemeente staat bekend als woongebied van de inheemse Wayana- en Teko-volken waarvan de laatsten vroeger door de Fransen Émerillons (smellekens) werden genoemd. 
Maripasoula is onderdeel van het Nationaal Park Guyana, maar alleen het onbewoonde gebied heeft een IUCN status als nationaal park. Bellevue de l'Inini, de hoogste berg van Frans-Guyana met 851 meter, bevindt zich in de gemeente.

## Geschiedenis

De gemeente Maripasoula

Het gebied werd oorspronkelijk bewoond door de inheemse Wayana- en Teko-volken. In 1791 werden de Aluku-marrons uit Suriname verjaagd en vestigden zich in het gebied. Op het einde van de 19e eeuw werd goud ontdekt, en werd het dorp Haut-Maroni stroomopwaarts juist voorbij de Maripa-soela gesticht door goudzoekers uit Saint-Lucia.
In 1930 werd Maripasoula een onderdeel van Inini, een niet-zelfstandig gebied dat rechtstreeks door de gouverneur werd bestuurd. In 1953 werd de naam van de hoofdplaats Haut-Maroni gewijzigd in Maripasoula. In 1969 werd de commune (gemeente) Maripasoula opgericht en kreeg het gebied een democratisch bestuur met burgemeester en wethouders/schepenen (maire et adjoints).
Sinds het begin van de 21e eeuw is er rond Maripasoula opnieuw sprake van een goldrush, en vestigden zich met name garimpeiros (Braziliaanse goudzoekers) in de plaats. De Gendarmerie Nationale en het Franse leger zijn in de regio ingezet om de goudzoekers te verjagen. Vanwege de hoge criminaliteitscijfers wordt Maripasoula in de Franse media vaak aangeduid als "far west" naar analogie van het wilde westen.
Aan de tegenoverliggende zijde van de Lawa zijn in Suriname de dorpen Antonio do Brinco en Peruano ontstaan. Antonio is in trek bij de inwoners van Maripasoula vanwege de goedkope prijzen en de vele winkels, bars, restaurants en bordelen.

## Demografie
Maripasoula was zeer dunbevolkt met 1.007 inwoners in een gebied van 18.360 km² in 1982, maar is fors gestegen naar 11.842 inwoners in 2019.

## Transport
Maripasoula is alleen te bereiken via het vliegveld of per boot via de Marowijne en de Lawa. De boottocht naar Saint-Laurent-du-Maroni of Albina duurt ongeveer twee dagen.
In april 2020 is de constructie van een verharde hoofdweg van Maripasoula naar Papaichton gestart. De weg zou eind 2021 klaar zijn, maar was medio 2022 nog niet gereed. Het plan is de weg verder door te trekken naar Apatou en beide gemeenten te verbinden met het wegennetwerk van Frans-Guyana.

## Dorpen
De belangrijkste dorpen in de gemeente zijn:
- Antecume Pata
- Élahé[23] (ook Élaé geschreven)
- Kayodé[23] (aan de Tampok)
- Nouveau Wakapou (tegenover Benzdorp)
- Pilima[24]
- Talhuwen[23] (ook Taluen geschreven)
- Twenkë (zetel van de granman van de Franse Wayana)[25]

## Geboren
- Cyrille Regis (1958-2018), Engels voetballer

## Galerij

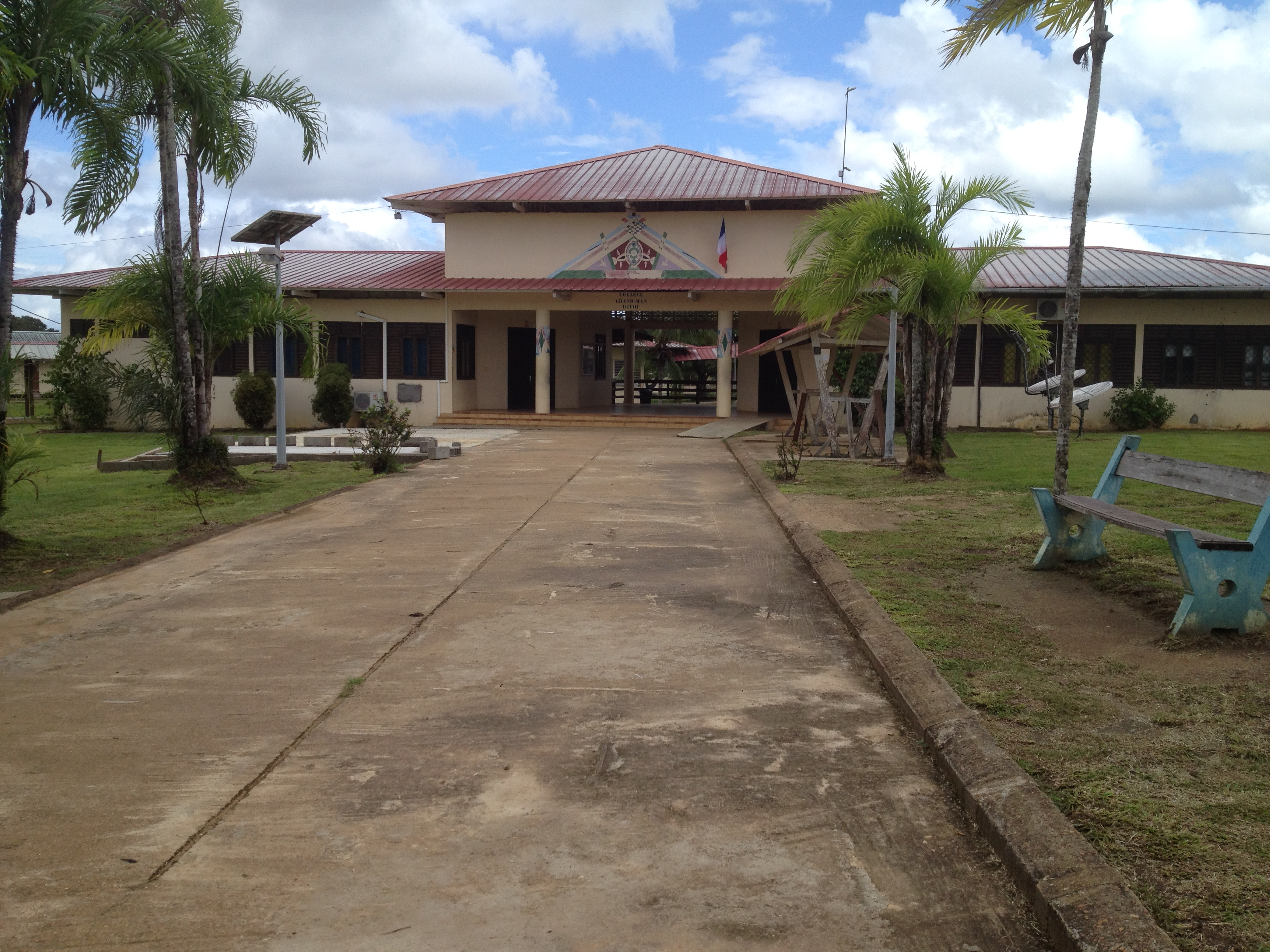
Middelbare school
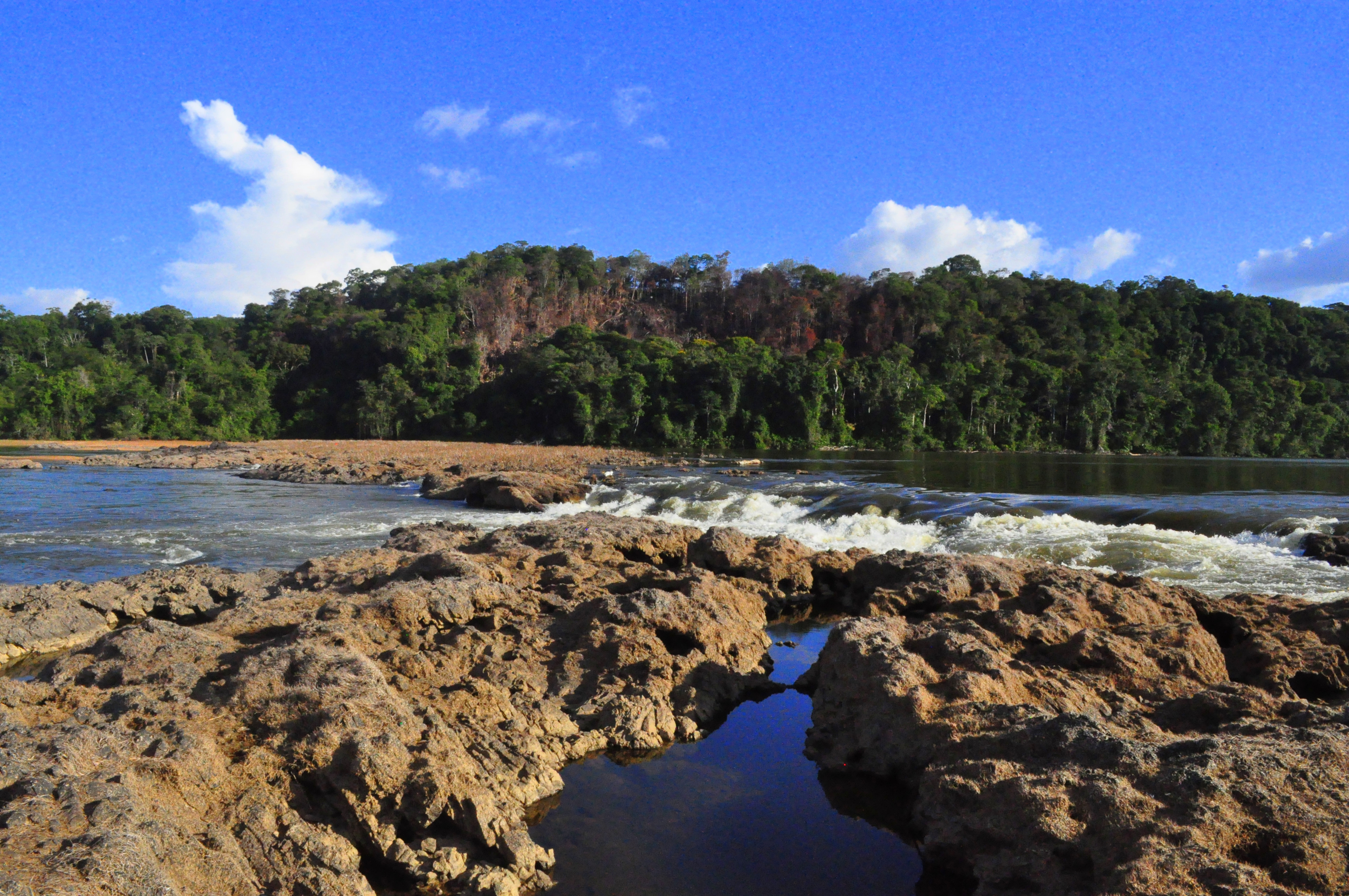
Nationaal park
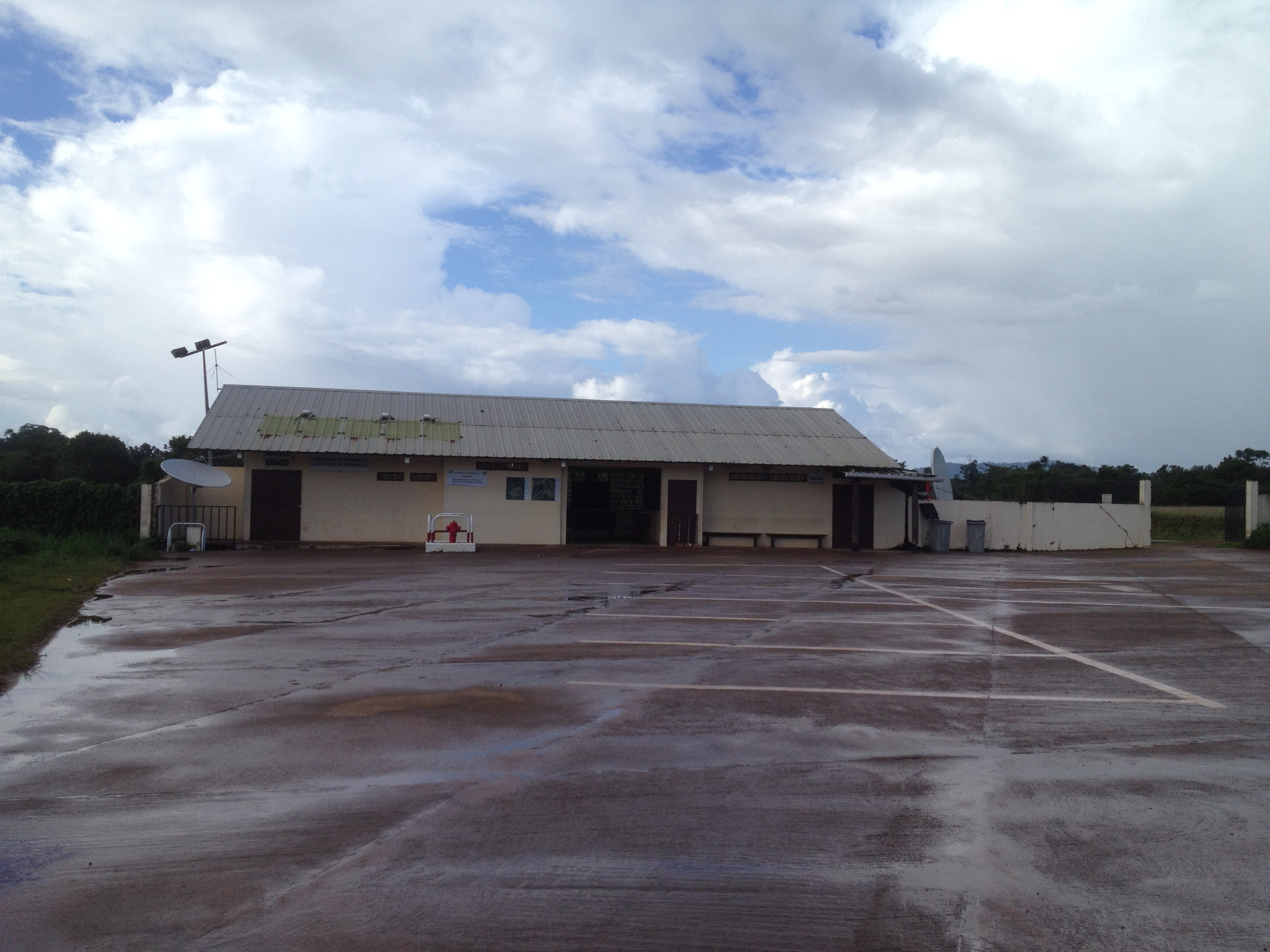
Vliegveld
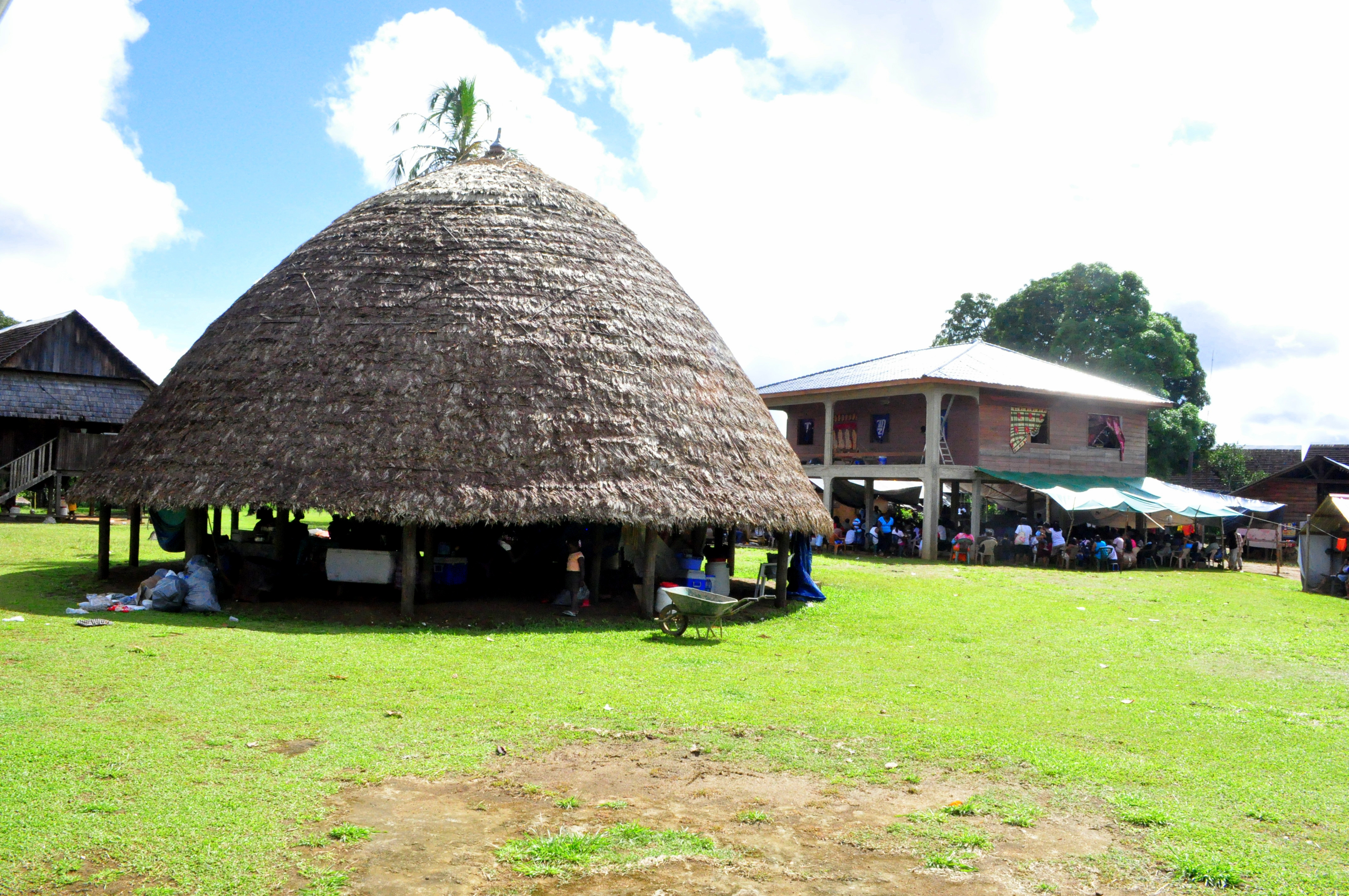
Inheemse dorp Antecume Pata